# Spirembolus proximus
Spirembolus proximus är en spindelart som beskrevs av Alfred Frank Millidge 1980. Spirembolus proximus ingår i släktet Spirembolus och familjen täckvävarspindlar. Inga underarter finns listade i Catalogue of Life.